# Los esquizos de Madrid
A finales de los años 60 del siglo XX un grupo de jóvenes a los que las tendencias artísticas españolas y europeas (la transvanguardia italiana o el neofauvismo francés y en general el informalismo) no convencían, iniciaron la denominada Nueva Figuración Madrileña (NFM) en la que no solo integraron sus preocupaciones conceptuales a través de lenguajes próximos y de forma muy libre, sino que introdujeron una actitud vital, diferente y cosmopolita, que aunque bebía de la tradición española, estaba completamente desvinculada del espíritu trágico y desgarrador que ofrecía el panorama artístico español en esa época. Trabajaron vinculados desde 1970, últimos años del franquismo, hasta 1985, en la Transición Democrática, inmersos en la explosión cultural, conocida como La movida madrileña que experimentó la capital española. 

## Componentes y origen del nombre
Carlos Alcolea, Chema Cobo, Carlos Franco, Sigfrido Martín Begué, Herminio Molero, Guillermo Pérez Villalta, Rafael Pérez-Mínguez o Manolo Quejido fueron los principales activos de este grupo a los que se incorporaron Carlos Forns, Jaime Aledo o Luis Pérez-Mínguez. Junto a ellos estaban Luís Gordillo, cuyas vinculaciones con el psicoanálisis resultaron esenciales, y Javier Utray, teórico y aglutinante del grupo.
Tanto la denominación (NFM) como el análisis crítico que los vinculaba se gestaron entre los años 1970 y 1973 en torno a la Galería Amadís, gracias a Juan Antonio Aguirre, su director pero fue el grupo Trama de Barcelona (abstractos) quien, a raíz de la difusión de los conceptos que el grupo madrileño hizo del libro El Anti-Edipo. Capitalismo y esquizofrenia, a partir de 1977, empezó a denominarlos «Los esquizos de Madrid», lo que indica, además de su consideración como grupo, que la difusión de sus ideas habían superado los límites geográficos de la capital.

## Vínculos
Su existencia como grupo se organizó más por las diferencias con las generaciones precedentes que por un programa común y, fundamentalmente, por las coincidencias que les vinculaban. Compartían generación (excepto Gordillo, todos tenían en torno a 20 años) eran, en general, de clase acomodada e ilustrada, lo que les facilitó el acceso a la información más selecta. Eran cultos y modernos, habían viajado a París, Londres o Nueva York, conocían bien las últimas corrientes artísticas tanto europeas como americanas y veían la Escuela de Bellas Artes de Madrid como un lugar obsoleto por lo que, excepto Pérez-Mínguez y Pérez Villalta, arquitectos, ninguno tenía formación superior. Practicaban la pintura de manera amateur y espontánea a partir de estímulos medioambientales, inmersos en un contexto de expansión mediática sin precedentes, de imágenes vivamente coloreadas, nuevas y seductoras que aparecían en portadas de libros, revistas juveniles, carátulas de discos, carteles… que ofrecía un evidente contraste con la monocroma y obtusa realidad del tardofranquismo. Géneros como el cómic y la fotonovela, en plena difusión, junto al cine (no solo de Hollywood), asumieron en esta época en España un papel fundamental en la alfabetización moderna de aquella sociedad. Lo que hizo de su unión un grupo fue la aventura de emprender la creación artística con voluntad no vanguardista (a la que renunciaron expresamente), diferenciándose de una situación que percibían como claustrofóbica y asfixiante en un Madrid asociado, como marca cultural, al arte oficial del franquismo. Utray comentó en unas entrevistas a María Escribano: “Nos creíamos diferentes porque nos atrevíamos a hacer lo que nos daba la gana cuando nadie lo hacía (…) no nos importaba lo que dijera nadie dentro o fuera, que nos divertía provocar, eso era común”

## Influencias
Descubrieron a David Hockney, Richard Hamilton, Ronald Kitaj, Edward Ruscha o, entre los abstractos, a aquellos que utilizaban colores más brillantes como Frank Stella, Barnett Newman, o José Guerrero. Les interesaba Duchamp, Cage, los objetos de Schwitters, Impresiones de África de Raymond Roussel, o el assemblage. Intelectualmente estaban, gracias a Luís Gordillo, próximos al psicoanálisis. Posiblemente el ingrediente culto más subrayado en la crítica e historiografía del trabajo artístico de estos pintores haya sido la de la dimensión psíquica, formulada como psicoanalítica, lo que les permitió enlaces con la tradición surrealista.
Destacan también las visitas que realizaron a París, que les vincularon a las reivindicaciones de Mayo del 68 y su interés por el método iconológico que llegó a España durante los primeros setenta y que les llevaría a plantearse la búsqueda de significados de lo presente en formas del pasado. A mediados de los 70 en Europa la contemporaneidad no se asociaba a planteamientos pictóricos, sino con manifestaciones conceptuales: happenings, performances, situacionismo, instalaciones y videoarte, a los que se prestaron. El uso del Pop, sobre todo en su versión musical, que resumía una tradición de comportamientos insurrectos frente al sistema establecido, entró a formar parte de sus obras, procedente de las carátulas de discos, de películas musicales o de las revistas internacionales. Las extraordinarias ambientaciones que se desarrollaban durante los conciertos (Hendrix, Stones, Dylan, Kinks, Who o Bowie), se convirtieron en un referente plástico para "Los esquizos". 
No solo imágenes, lectura y música estimularon su sensibilidad e imaginación, la atención al atuendo personal, la ambigüedad sexual y la experiencia psicodélica fueron también importantes. No se ha analizado la presencia del gusto camp en la base de algunas de sus poéticas personales o en su vinculación a la condición homosexual que, aunque no compartida por todos los integrantes, fue asumida con naturalidad, pero es evidente que el ácido lisérgico, LSD, o el viaje psicodélico, trip, aunque esporádico y no utilizado por todos los miembros, dejó una huella perceptible en la producción artística del grupo.

## Estética
"Los esquizos" apostaron por una pintura figurativa a la que incorporaron ingredientes de la cultura de masas y de su propia memoria personal. Trabajaron en una atmósfera de renovación y frescura, con gran variedad de referencias artísticas, en la que el humor, la ironía y el color adquieren un especial protagonismo, lo que hace especialmente atractivo el conjunto de su obra. Desarrollaron un estilo desacomplejado y crítico, descrito como ecléctico y manierista. Crearon una red deslocalizada de referencias que solo parecían entender ellos, lo que les permitió establecer un contexto diferente dentro de la dictadura, no solo la política sino también de la del stablishment cultural español. Construyeron un espacio diferente, en apariencia aislado, pero que les conectaba con todo lo que ocurría en el ámbito internacional: todas las épocas, todos los artistas, todos los lugares, en un mismo sitio: sus cuadros. Un espacio que solo podía recuperarse en sus pinturas, un contexto solo pintado, o al que se accedía por medio de la pintura, y del que, de alguna manera, todos ellos eran habitantes, creando cuadros difíciles de entender, destinados a los habitantes de un territorio especializado y, en conjunto, dando significado al apelativo "esquizos".
Según Barbara Rose el hecho de que “España ha estado siempre aislada del resto de Europa (…) en cierto modo, ha contribuido a la intensa originalidad de su arte y todavía produce trabajos que parecen frescos y poco familiares en el contexto internacional de la Vanguardia”. Esto, unido a la posibilidad de que se trate de una generación de pintores que surgieron demasiado tarde para ser considerados pop y demasiado pronto para ser posmodernos, posiblemente contribuyera a que la enorme energía que "Los esquizos" de Madrid invirtieron para generar una nueva manera de entender el arte y de expresarse libremente, pasara casi desapercibida. 

## Final de etapa
A partir de 1977, se evidencian los primeros síntomas de desarticulación del grupo. Los artistas adoptarán diferentes vías plásticas en las que se hará cada vez más evidente su excentricidad artística. El grupo desaparece en 1985, tras haber realizado algunos de sus miembros exposiciones individuales o colectivas, fundamentalmente en las galerías Amadís, Buades y Edurne de Madrid, de los Encuentros de Pamplona, en 1972, y de que algunos de sus cuadros formaran parte de la exposición New images from Spain que la Fundación Guggenheim realizó en Nueva York en 1980. 
En 2009, el Centro de Arte Reina Sofía, bajo el título Los esquizos de Madrid. Figuración Madrileña de los 70, les dedicó una exposición en la que, además de sus obras, se expusieron numerosas fotografías, documentos y estudios en los que se mostraba tanto las diferentes vinculaciones de cada uno de los integrantes con el grupo, como la plástica con la que se expresaron. 